# Egale Canada
 (juin 2025).
La mise en forme du texte ne suit pas les recommandations de Wikipédia : il faut le « wikifier ».
Les points d'amélioration suivants sont les cas les plus fréquents. Le détail des points à revoir est peut-être précisé sur la page de discussion.
- Les titres sont pré-formatés par le logiciel. Ils ne sont ni en capitales, ni en gras.
- Le texte ne doit pas être écrit en capitales (les noms de famille non plus), ni en gras, ni en italique, ni en « petit »…
- Le gras n'est utilisé que pour surligner le titre de l'article dans l'introduction, une seule fois.
- L'italique est rarement utilisé : mots en langue étrangère, titres d'œuvres, noms de bateaux, etc.
- Les citations ne sont pas en italique mais en corps de texte normal. Elles sont entourées par des guillemets français : « et ».
- Les listes à puces sont à éviter, des paragraphes rédigés étant largement préférés. Les tableaux sont à réserver à la présentation de données structurées (résultats, etc.).
- Les appels de note de bas de page (petits chiffres en exposant, introduits par l'outil «  Source ») sont à placer entre la fin de phrase et le point final[comme ça].
- Les liens internes (vers d'autres articles de Wikipédia) sont à choisir avec parcimonie. Créez des liens vers des articles approfondissant le sujet. Les termes génériques sans rapport avec le sujet sont à éviter, ainsi que les répétitions de liens vers un même terme.
- Les liens externes sont à placer uniquement dans une section « Liens externes », à la fin de l'article. Ces liens sont à choisir avec parcimonie suivant les règles définies. Si un lien sert de source à l'article, son insertion dans le texte est à faire par les notes de bas de page.
- La présentation des références doit suivre les conventions bibliographiques. Il est recommandé d'utiliser les modèles {{Ouvrage}}, {{Chapitre}}, {{Article}}, {{Lien web}} et/ou {{Bibliographie}}. Le mode d'édition visuel peut mettre en forme automatiquement les références.
- Insérer une infobox (cadre d'informations à droite) n'est pas obligatoire pour parachever la mise en page.

Pour une aide détaillée, merci de consulter Aide:Wikification.
Si vous pensez que ces points ont été résolus, vous pouvez retirer ce bandeau et améliorer la mise en forme d'un autre article.
Egale Canada est une association caritative fondée en 1986 par l'activiste Les McAfee pour faire avancer l'égalité pour les personnes canadiennes lesbiennes, gays, bisexuelles, et transgenres (LGTBQ) et leurs familles partout au Canada.
A partir de 2007, Helen Kennedy, ancienne politicienne torontoise, devient directrice exécutive de l'organisation. Parmi les anciens directeurs exécutifs se trouvent Gilles Marchildon, John Fisher et Kaj Hasselriis. Helen Kennedy est la première femme à diriger l'organisation.
Egale est l'équivalent au Canada de Human Rights Campaign aux États-Unis et Stonewall au Royaume-Uni. Selon le quotidien québécois La Presse, Egale Canada est en 2025 la principale organisation canadienne de défense des droits de la communauté LGBTQ+.

## Histoire
Fondée en 1986 par l'activiste politique Les McAfee, Egale Canada devient une association caritative accréditée fédéralement en 1995, et se focalise sur l'éducation, la mobilisation, l'action en justice, et l'expertise,.
L'organisation est initialement nommée « Equality for Gays and Lesbians Everywhere ». Plus tard, alors que l'organisation étend son champ d'action pour les personnes bisexuelles et transgenres, l'acronyme ne semble pas assez inclusif, et la décision est prise de changer l'acronyme E.G.A.L.E. en le mot « Egale » en 2001. L'organisation partenaire de Egale Canada, Egale Canada Human Rights Trust (ECHRT), est fondée en 1995 et est dédiée à faire avancer les droits LGBT via l'éducation, la recherche, et l'engagement communautaire.

## Champs d'action
Le travail d'Egale Canada est axé sur quatre axes : recherche, éducation, sensibilisation, et revendication sur le plan légal.

## Recherche

### Inclusion à l'école
En 2007, Egale Canada commande un sondage portant sur 3 700 lycéens partout au Canada pour obtenir des données sur la situation des étudiants LGBT dans les écoles canadiennes et mieux comprendre les niveaux d'homophobie et de transphobie dans les écoles. Le rapport final, intitulé « Every Class in Every School » (« Chaque classe dans chaque école »), paraît en 2011 (anglais seulement). Une décennie après, en 2011, Egale publie une suite à ce rapport, « Still In Every Class In Every School » (« Encore dans chaque classe dans chaque école »).

### Services de santé et anciens
Au début des années 2020, Egale publie plusieurs études autour de l'expérience des personnes 2ELGBTQI+ dans les services de santé, les soins de la santé mentale, la démence, les soins de longue durée, la retraite, etc. Ces rapports incluent :
- Expériences et besoins en matière d’accès aux soins de santé des femmes, des personnes trans et non binaires LBQ au Canada: Rapport de Recherche[7]
- Bien vieillir et bien vivre pour les aîné.es LGBTQI au Canada : conclusions de l’enquête nationale[8]
- Soins en santé mentale pour les personnes 2SLGBTQI : Rapport de recherche[9]
- Fostering Dialogues: An arts-based action research project imagining futures of community-based care with homecare personal support workers and LGBTQ older adults (anglais seulement)[10],[11]
- À l’intersection des identités 2SLGBTQI et des troubles neurocognitifs : renforcer les mesures de soutien pour les personnes 2SLGBTQI ayant un trouble neurocognitif et leur principal.e proche aidant.e non rémunéré.e[12]

### Emploi
Le rapport produit par Egale en 2023 (anglais seulement) Working for Change: Understanding the Employment Experiences of Two Spirit, Trans, and Nonbinary People in Canada, examine les difficultés que les personnes deux-esprits, trans, et non-binaires rencontrent dans le domaine de l'emploi, du sous-emploi, et du chômage. Le rapport explore des expériences au travail, des barrières à l'emploi, et des cas de discrimination et de biais. Même si les résultats montrent qu'il y a encore beaucoup de progrès à faire pour l'égalité face à l'emploi pour les personnes 2ETNB, l'étude souligne également que certaines personnes trouvent des lieux de travail inclusifs qui les soutiennent.

## Éducation
Egale Canada se spécialise dans trois domaines de l'éducation et de la formation : les écoles inclusives, les formations aux enseignants et éducateurs pour créér des écoles plus inclusives pour les élèves 2ELGBTQI ; l'inclusion au travail, former les équipes sur la création de lieux de travail inclusifs ; et international, travailler avec des partenaires internationaux pour éduquer à l'inclusion.

### Campagnes de sensibilisation
Egale produit chaque année plusieurs campagnes de sensibilisation sur des sujets qui touchent la communauté LGBTQ. Ces dernières années ces campagnes comprennent des jours importants pour les LGBT, comme la journée de visibilité transgenre, la saison des fiertés, la journée de visibilité intersexe, etc.
Ils créent également des campagnes autour de sujets spécifiques, comme par exemple leur campagne « Help Us Remain » en 2024, focalisée sur la sensibilisation à ce qu'est de souffrir de démence quand on est LGBT.

#### Lettre ouverte au Conseil de la radiodiffusion et des télécommunications canadiennes (CRTC)
En 2023, Egale publie une lettre ouverte à la CTRC pour appeler au retrait de la chaîne conservatrice Fox News de la liste des programmes non-canadiens autorisés de diffusion au Canada, après que le présentateur de Fox News Tucker Carlson ait commenté après une tuerie de masse à Nashville que « le mouvement trans cible les chrétiens, notamment par la violence ».

## Financements
Les opérations et activités de Egale ont été financées par de nombreux donneurs individuels, ainsi que des agences du gouvernement (comme le ministère de la justice canadien), des entreprises (comme Air Canada), ou des associations caritatives (comme la Tegan and Sara Foundation),,,,.

## Controverses
Egale a blâmé le gouvernement conservateur pour soi-disant avoir échoué à aider les immigrants gays venant de pays qui ont des lois anti-gay, comme l'Iran, l'Irak, la Malaisie, la Jordanie, le Mexique, et le Nicaragua. En date de 2017, les activités LGBTQ sont illégales dans 72 pays.